# Khamis Abdullah Saifeldin
Khamis Abdullah Saifeldin (né le 1er février 1976) est un athlète qatarien, spécialiste du 3 000 mètres steeple.

## Biographie
Il remporte trois titres du 3 000 m steeple lors des championnats d'Asie d'athlétisme, en 2000, 2002 et 2003, ainsi qu'un titre sur 5 000 m en 2002, et s'adjuge par ailleurs la médaille d'or des Jeux asiatiques en 2002.
Il se classe troisième de la coupe du monde des nations 1992 et atteint à deux reprises la finale des championnats du monde (7e en 2001 et 12e en 2003). Il termine dixième des Jeux olympiques de 2000, à Sydney

## Palmarès
| Date | Compétition                | Lieu              | Résultat | Épreuve     | Temps          |
| ---- | -------------------------- | ----------------- | -------- | ----------- | -------------- |
| 1999 | Universiade                | Palma de Majorque | 2e       | 3 000 m st. | 8 min 33 s 82  |
| 2000 | Championnats d'Asie        | Djakarta          | 1er      | 3 000 m st. | 8 min 47 s 33  |
| 2000 | Jeux olympiques            | Sydney            | 10e      | 3 000 m st. |                |
| 2001 | Championnats du monde      | Edmonton          | 7e       | 3 000 m st. | 8 min 20 s 01  |
| 2002 | Championnats d'Asie        | Colombo           | 1er      | 5 000 m     | 14 min 16 s 81 |
| 2002 | Championnats d'Asie        | Colombo           | 1er      | 3 000 m st. | 8 min 16 s 00  |
| 2002 | Jeux asiatiques            | Busan             | 3e       | 5 000 m     | 13 min 44 s 42 |
| 2002 | Jeux asiatiques            | Busan             | 1er      | 3 000 m st. | 8 min 30 s 52  |
| 2002 | Coupe du monde des nations | Madrid            | 3e       | 3 000 m st. | 8 min 30 s 66  |
| 2003 | Championnats d'Asie        | Manille           | 1er      | 3 000 m st. | 8 min 51 s 60  |
| 2003 | Championnats du monde      | Paris             | 12e      | 3 000 m st. |                |
| 2004 | Jeux panarabes             | Alger             | 2e       | 3 000 m st. | 8 min 38 s 68  |

### Records
| Épreuve         | Performance   | Lieu      | Date         |
| --------------- | ------------- | --------- | ------------ |
| 3 000 m steeple | 8 min 13 s 45 | Bruxelles | 30 août 2002 |